# Phycodes omnimicans
Phycodes omnimicans is een vlinder uit de familie Brachodidae. De wetenschappelijke naam van de soort is voor het eerst geldig gepubliceerd in 1978 door Alexey Diakonoff.